# Blechschraube

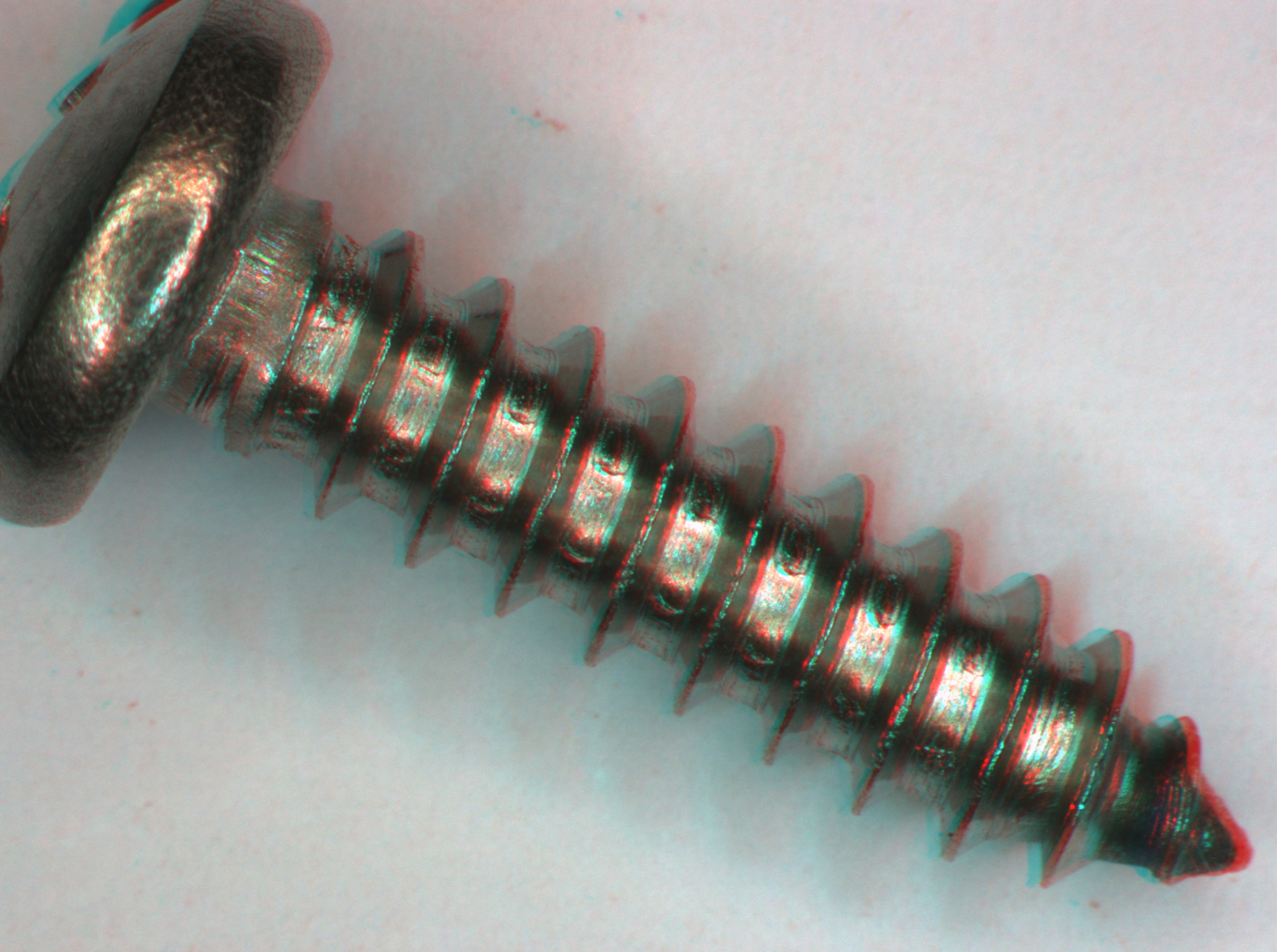
Stereogramm einer Blechschraube

Eine Blechschraube dient in der Regel zum Verschrauben eines Bauteils mit einem Blech, das Löcher ohne Gewinde an den passenden Stellen besitzt. Blechschrauben haben ein nach DIN EN ISO 1478 genormtes Gewinde, ähnlich dem von Holzschrauben. Sie lässt sich von diesen meist durch die gedrungenere Form unterscheiden und dadurch, dass ihr Gewinde bis zum Schraubenkopf reicht.
Das Außengewinde der Blechschraube formt sich sein Muttergewinde beim Einschrauben ohne ein Zerspanen der verschraubten Bauteile, es handelt sich also um eine gewindeschneidende Schraube. Für den Durchmesser der Kernlöcher spielen Werkstoff, Blechdicke und Fertigungsverfahren eine Rolle. Durch Zerspanen oder Zerteilen gefertigte Löcher können etwas kleiner sein als durch Umformen hergestellte (wie etwa mit einem Dorn). Das Blech muss dicker sein als die Gewindesteigung der Schraube.
Folgende Blechschrauben sind genormt:
| Norm         | Bezeichnung                                           | Kopfform            | Schlüsselangriff |
| ------------ | ----------------------------------------------------- | ------------------- | ---------------- |
| DIN 968      | Linsenkopf-Blechschrauben mit Bund und Kreuzschlitz   | Linsenkopf mit Bund | Kreuzschlitz     |
| DIN 34819    | Linsenkopf-Blechschrauben mit Bund und Innensechsrund | Linsenkopf mit Bund | Innensechsrund   |
| EN ISO 1479  | Sechskant-Blechschrauben                              | Sechskant           | Sechskant        |
| EN ISO 1481  | Flachkopf-Blechschrauben mit Schlitz                  | Flachkopf           | Schlitz          |
| EN ISO 1482  | Senk-Blechschrauben mit Schlitz                       | Senkkopf            | Schlitz          |
| EN ISO 1483  | Linsensenk-Blechschrauben mit Schlitz                 | Linsensenkkopf      | Schlitz          |
| EN ISO 7049  | Linsenkopf-Blechschrauben mit Kreuzschlitz            | Linsenkopf          | Kreuzschlitz     |
| EN ISO 7050  | Senk-Blechschrauben mit Kreuzschlitz                  | Senkkopf            | Kreuzschlitz     |
| EN ISO 7051  | Linsensenk-Blechschrauben mit Kreuzschlitz            | Linsensenkkopf      | Kreuzschlitz     |
| EN ISO 7053  | Sechskant-Blechschrauben mit Bund                     | Sechskant mit Bund  | Sechskant        |
| EN ISO 10510 | Kombi-Blechschrauben mit flachen Scheiben             | variabel            | variabel         |
| EN ISO 14585 | Linsenkopf-Blechschrauben mit Innensechsrund          | Linsenkopf          | Innensechsrund   |
| EN ISO 14586 | Senk-Blechschrauben mit Innensechsrund                | Senkkopf            | Innensechsrund   |
| EN ISO 14587 | Linsensenk-Blechschrauben mit Innensechsrund          | Linsensenkkopf      | Innensechsrund   |